# Sevur
Sevur es una  ciudad censal situada en el distrito de Tiruvannamalai en el estado de Tamil Nadu (India). Su población es de 10299 habitantes (2011). Se encuentra a 61 km de Tiruvannamalai y a 32 km de Vellore.

## Demografía
Según el censo de 2011 la población de Sevur era de 10299 habitantes, de los cuales 5213 eran hombres y 5086 eran mujeres. Sevur tiene una tasa media de alfabetización del 79,93%, inferior a la media estatal del 80,09%: la alfabetización masculina es del 86,64%, y la alfabetización femenina del 73,08%.